# رود ترک

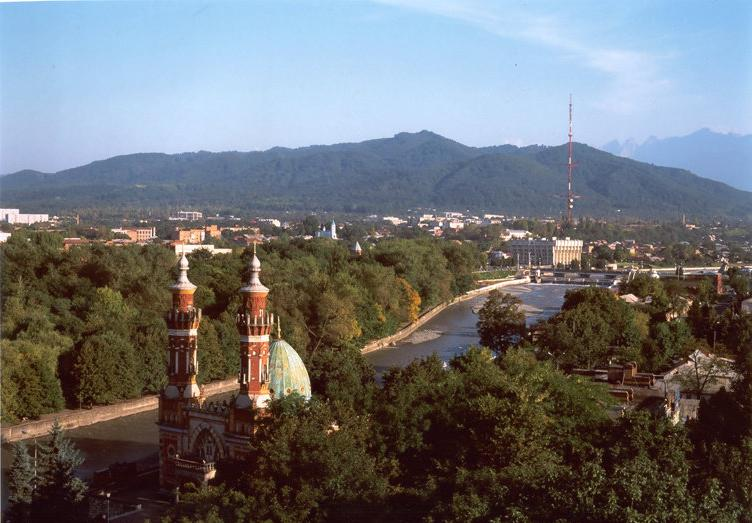
رود تِرِک در شهر ولادی‌قفقاز

تِرِک، رودخانه‌ای در قفقاز شمالی که از گرجستان سرچشمه گرفته و پس از پیمودن یک مسیر طولانی در روسیه، سرانجام به دریای خزر می‌ریزد.
ترک، رودی است به طول ۶۲۳ کیلومتر که حوضه آبریز آن به ۴۳۲۰۰ کیلومتر مربع می‌رسد. این رودخانه از یخچال «زیلگاخوخ» واقع در دامنه رشته‌کوه‌های قفقاز سرچشمه می‌گیرد.
شهرهای ولادی‌قفقاز، موزدوک و قزلیار در کرانه این رودخانه قرار دارند. دبی آب رودخانه در نزدیکی شهر وِلادی قفقاز، ۳۴ متر مکعب در ثانیه و در ۱۶ کیلومتری مصب به ۳۰۵ متر مکعب در ثانیه می‌رسد.

## مسیر
این رود پس از سرچشمه گرفتن از یخچال زیلگاخوخ، واقع در دامنه رشته‌کوه‌های قفقاز، در آغاز مسیر، به طول ۳۰ کیلومتر از میان دو رشته‌کوه می‌گذرد سپس، ضمن برگشت به طرف شمال، رشته‌کوه‌های «کناری»، «صخره‌ای» و کوه‌های «قارا» را قطع کرده، جریان می‌یابد. در نزدیکی شهر «ولادی قفقاز» در دشت‌های پایکوهی جریان یافته، شاخه‌های «گزلدون»، «آردون»، «اوروخ» و «مالکا» به آن می‌پیوندند. در مصب رودخانه مالکا، در طول جزایری چند، دماغه و بستر کم عرض، به مسیر خود ادامه می‌دهد. از مصب رودخانه سونژا به پایین، به چند شاخه تقسیم می‌شود و با ایجاد دلتایی به وسعت ۴۰۰۰ کیلومتر مربع، در خلیج «آگراخان» به دریای خزر می‌ریزد. رود ترک از منابع گوناگونی تغذیه می‌شود. در ماه‌های ژوئن و اوت، آب آن افزایش می‌یابد.